# Zamora (grad)
Zamora je je grad u Španjolskoj, u autonomnoj zajednici Kastilja i León, središte provincija Zamora. 

## Zemljopisni smještaj
Grad se nalazi u blizini granice s Portugalom i kroz njega protječe rijeka Duero. 

## Stanovništvo
Grad ima 66.123 stanovnika (2005.).

## Arhitektura i znamenitosti
Grad je poznat po svoje 24 crkve iz 12. 
i 13. stoljeća (romanika). 